# Mike Grief
Pour les articles homonymes, voir Grief.
Mike Grief est un acteur américain, né le 6 mars 1946  à New York (États-Unis).

## Filmographie
- 1996 : It'll Kill You : Detective #1
- 1996 : No Way Home : Gastank
- 1997 : Every Dog Has Its Day : Fat Guy
- 1997 : Menteur menteur (Liar Liar) : Driver
- 1999 : Pros & Cons : Prison Chef
- 1999 : King's Pawn (série TV) : Tank
- 1999 : The Big Hustle (vidéo) : Valentine
- 1999 : En direct sur Edtv (Edtv) de Ron Howard : Repairman
- 2000 : Big Brother Trouble : Burger Palace Manager
- 2002 : The Clint Howard Variety Show (feuilleton TV) : Announcer Bouncer
- 2002 : Little Heroes 3 : Tiny
- 2003 : Mafia Movie Madness : Male Concession Worker
- 2006 : Cut Off : Police dispatcher (voix)
- 2006 : Danny Boy : Cashier
- 2013 : 2 Broke Girls : le videur